# Spirou à Tokyo
Spirou à Tokyo est la cent-dixième histoire de la série Spirou et Fantasio de Jean-David Morvan et José Luis Munuera. Elle est publiée pour la première fois dans Spirou du no 3559 au no 3570.

## Univers

### Synopsis
Spirou, Fantasio et Spip se rendent au Japon à la demande d'Itoh Kata afin de sauver deux enfants dotés de pouvoirs paranormaux, Loon et Kow, détenus actuellement par des yakuzas sous les ordres de l'oyabun Mankagana et le magicien Garo.
On apprend au cours de l'histoire que c'est Garo qui a enlevé les enfants pour les forcer à construire des parcs à thème appartenant à Mankagana, envers qui il a des dettes élevées.
Avec l'aide de Loon, que Garo a secrètement aidé à s'évader, de quelques SDF, que la construction du parc a chassés des terrains qu'ils occupaient, d'Itoh Kata et de ses collègues magiciens déjà apparus dans L'Ankou, Spirou et Fantasio parviendront à faire arrêter le chef des yakuzas et à libérer Kow, tandis que Garo s'évaporera, sans être pardonné.

## Personnages
- Al Kazar
- Capuccino
- Fantasio
- Kow (première apparition)
- Kukihara (première apparition)
- Itoh Kata
- Loon (première apparition)
- Mankagana (première apparition)
- Rethros Athana
- Sempei Tsuge, dit "Garo" (première apparition)
- Spip
- Spirou

## Publication

### Revues
- Publié pour la première fois dans le journal Spirou du n°3559 au n°3570.

### Album
- Cet album a bénéficié de la sortie d'un autre ouvrage, Spirou et Fantasio, le guide de l'aventure à Tokyo. L'ouvrage permet au lecteur de s'immerger dans l'univers japonais évoqué par la BD. Le guide propose également une histoire de Spirou dans le style manga. C'est Ooshima Hiroyuki (Beautiful Princesses, Unlock) qui a collaboré avec Morvan pour cette adaptation nippone.
- Cet album a bénéficié d'un tirage de luxe, édité par les librairies Album, en 2006.

## Autour de l'album
- Spirou à Tokyo est sous-titré dans la page de garde Le Ronin de Yoyogi, allusion au surnom qu'il reçoit d'un journaliste japonais à la fin de l'histoire, qui se conclut par un combat au Parc Yoyogi. Également, Tokyo Ronin était l'un des titres envisagés pour l'album avant sa prépublication.
- Spirou et Fantasio n'en sont pas à leur premier voyage dans l'archipel. Dans les albums de Fournier Le Faiseur d'or (histoire courte: Le Champignon nippon) et Du glucose pour Noémie, Itoh Kata avait déjà fait appel à leurs services pour combattre la société secrète du Triangle.
- C'est dans cet album que, pour la première fois, des personnages inventés par Fournier (Itoh Kata et ses trois collègues magiciens, Al Kazar, Retros Athana et le Père Capuccino de l'album L'Ankou) réapparaissent dans la série Spirou depuis le départ de leur créateur.